# 透明な世界
「透明な世界」（とうめいなせかい）は、nano.RIPEの楽曲。きみコが作詞、佐々木淳が作曲を手掛けた。nano.RIPEの13枚目のシングルとして2014年7月23日にLantisから発売された。

## 背景
本曲は、テレビアニメ『グラスリップ』のエンディングテーマに起用された。タイトルの「透明な世界」は、同アニメの主人公である深水透子の実家がガラス工房を営んでいるため、それを基に無から新しい世界を作ることを込めて付けられた。
制作に際しきみコは作品から感じたイメージ、キャッチコピー、監督のメッセージを再構成しながら作詞したという。そしてアニメサイドからはnano.RIPEに対し特に注文を付けなかったためnano.RIPEらしい原点回帰な曲に仕上げたという。

## シングルリリース
2014年7月23日にLantisから発売された。nano.RIPEのシングルとしては前作「なないろびより」以来9か月ぶりのリリースとなる。
販売形態は初回限定盤（LACM-34238）と通常盤（LACM-14238）の2種リリースで、初回限定盤には2014年3月17日に恵比寿リキッドルームにて行われた「nano.RIPE LIVE TOUR 2014 ハナアカリ」東京公演の模様を収録したDVDが同梱されている。
2曲目「絶対値」は、2014年の元日にスカイダイビングに乗ることを予約していたが、スタッフにキャンセルさせられたため、これを基に曲を作ったという。当初は2曲目にバラードを入れる予定だったが、次回のツアーのことを考えアップテンポの当曲に変更したという。
3曲目「フォルトファインダー」は、2007年3月12日に発売された『青色パウチ』からの再録で、きみコ自身『グラスリップ』の世界観に合っていると考えたため「透明な世界」と抱き合わせで監督に見せたという。そのため曲調は今風のアレンジが施されている。

## シングル収録内容
| 全作詞: きみコ、全編曲: nano.RIPE。 |                          |           |          |      |
| #                                   | タイトル                 | 作詞      | 作曲     | 時間 |
| 1.                                  | 「透明な世界」           | きみコ    | 佐々木淳 | 4:34 |
| 2.                                  | 「絶対値」               | きみコ    | 佐々木淳 | 3:56 |
| 3.                                  | 「フォルトファインダー」 | きみコ    | きみコ   | 3:43 |
| 合計時間:                           | 合計時間:                | 合計時間: | 12:14    |      |

| #   | タイトル                                                                               | 作詞 | 作曲・編曲 |
| --- | -------------------------------------------------------------------------------------- | ---- | ---------- |
| 1.  | 「透明な世界」(Music Video)                                                            |      |            |
| 2.  | 「ウェンディ」(nano.RIPE LIVE TOUR 2014 ハナアカリ 東京公演 Live at 恵比寿 LIQUIDROOM) |      |            |
| 3.  | 「空の少年」(同上)                                                                     |      |            |
| 4.  | 「なないろびより」(同上)                                                               |      |            |
| 5.  | 「呼吸」(同上)                                                                         |      |            |
| 6.  | 「プラネタリウム」(同上)                                                               |      |            |
| 7.  | 「三等星」(同上)                                                                       |      |            |
| 8.  | 「月花」(同上)                                                                         |      |            |
| 9.  | 「夢の果て」(同上)                                                                     |      |            |
| 10. | 「月影とブランコ -Acoustic-」(同上)                                                    |      |            |
| 11. | 「バーチャルボーイ -Acoustic-」(同上)                                                  |      |            |
| 12. | 「影踏み -Acoustic-」(同上)                                                            |      |            |
| 13. | 「15秒」(同上)                                                                         |      |            |
| 14. | 「マリンスノー」(同上)                                                                 |      |            |
| 15. | 「ツマビクヒトリ」(同上)                                                               |      |            |
| 16. | 「タキオン」(同上)                                                                     |      |            |
| 17. | 「きせつの町」(同上)                                                                   |      |            |
| 18. | 「面影ワープ」(同上)                                                                   |      |            |
| 19. | 「リアルワールド」(同上)                                                               |      |            |
| 20. | 「痕形」(同上)                                                                         |      |            |
| 21. | 「ハロー」(同上)                                                                       |      |            |

## チャート
| チャート（2014年）                                 | 最高位 |
| -------------------------------------------------- | ------ |
| オリコン                                           | 29     |
| Billboard JAPAN Hot 100                            | 75     |
| Billboard JAPAN Hot Animation                      | 16     |
| Billboard JAPAN Hot Singles Sales                  | 27     |
| Billboard JAPAN Top Independent Albums and Singles | 7      |